# Patras (provincie)

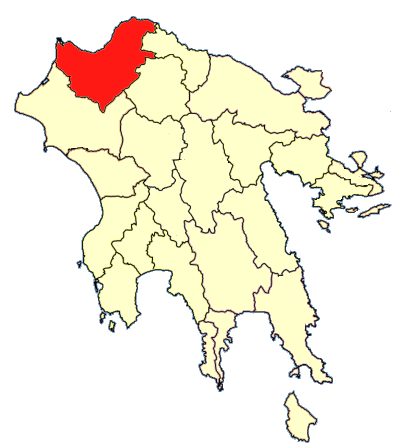
Locatie voormalige provincie

Patras (Grieks: Επαρχία Πατρών, Eparchia Patron) is een voormalige provincie van Griekenland in het departement Achaea, gelegen aan de Golf van Patras. De hoofdstad was de stad Patras, die de provincie haar naam had gegeven.
In 2006 werden alle 147 Griekse provincies opgeheven.